# Juan Soldevila Romero
Juan Soldevila Romero (Fuentelapeña, 1843. október 9. – Zaragoza, 1923. június 4.) spanyol bíboros. Anarchisták merényletében vesztette életét.

## Pályafutása
A valladolidi és a Santiago de Compostela-i szemináriumban tanult. Pappá szentelése után a valladolidi érseki egyházmegyében szolgált, 1875 és 1883 között Orende püspök titkára volt. 1883-ban a valladolidi katedrális kanonokja lett. 1889 februárjában Tarazona püspöke lett, majd 1901 decemberében Zaragoza érsekévé lépett elő. 1919. december 15-én XV. Benedek pápa bíborosnak nevezte ki. 1922-ben részt vett a pápai konklávén, amely megválasztotta az új egyházfőt, XI. Piuszt.

## Halála
Az anarchisták és a szocialisták a Vatikán első számú spanyolországi képviselőjének és a reakciósok egyik vezetőjének tekintették Soldevilát, aki támogatta a sztrájkok leverését, az azokban résztvevő munkások elbocsátását, vezetőik rendőri zaklatását és bérgyilkosok általi kivégzését. Soldevila Zaragoza leggyűlöltebb figurája volt, akiről az a szóbeszéd járta, hogy orgiákat tart apácákkal és szerencsejáték-barlangokat tart fenn.
Az anarchisták, köztük Buenaventura Durruti és Francisco Ascaso által létrehozott Szolidaritás nevű titkos szervezet úgy döntött, hogy a munkások elleni terrorra válaszul reakciós vezetőket öl meg, köztük Soldevilát. 1923. június 4-én délután négy órakor két anarchista tüzet nyitott Soldevila gépkocsijára Zaragoza külvárosában, a Szent Pál-iskola előtt. A merénylők tizenháromszor lőttek rá az autóra. Az egyik lövedék szíven találta a bíborost, aki azonnal meghalt.